# Artem Jomula
Artem Jomula (en ucraniano: Артем Хомула, 19 de mayo de 1995) es un deportista ucraniano que compitió en judo. En los Juegos Europeos de Bakú 2015 consiguió una medalla de bronce en la prueba por equipo.

## Palmarés internacional
| Juegos Europeos | Juegos Europeos   | Juegos Europeos   | Juegos Europeos |
| Año             | Lugar             | Medalla           | Categoría       |
| --------------- | ----------------- | ----------------- | --------------- |
| 2015            | Bakú (Azerbaiyán) | Medalla de bronce | Equipo          |